# Caryomene
Caryomene é um género botânico pertencente à família Menispermaceae.

## Espécies
- Caryomene foveolata
- Caryomene glaucescens
- Caryomene grandifolia
- Caryomene olivascens
- Caryomene prumnoides

1. ↑  «Caryomene — World Flora Online». www.worldfloraonline.org. Consultado em 19 de agosto de 2020